# Кіль (кораблебудування)

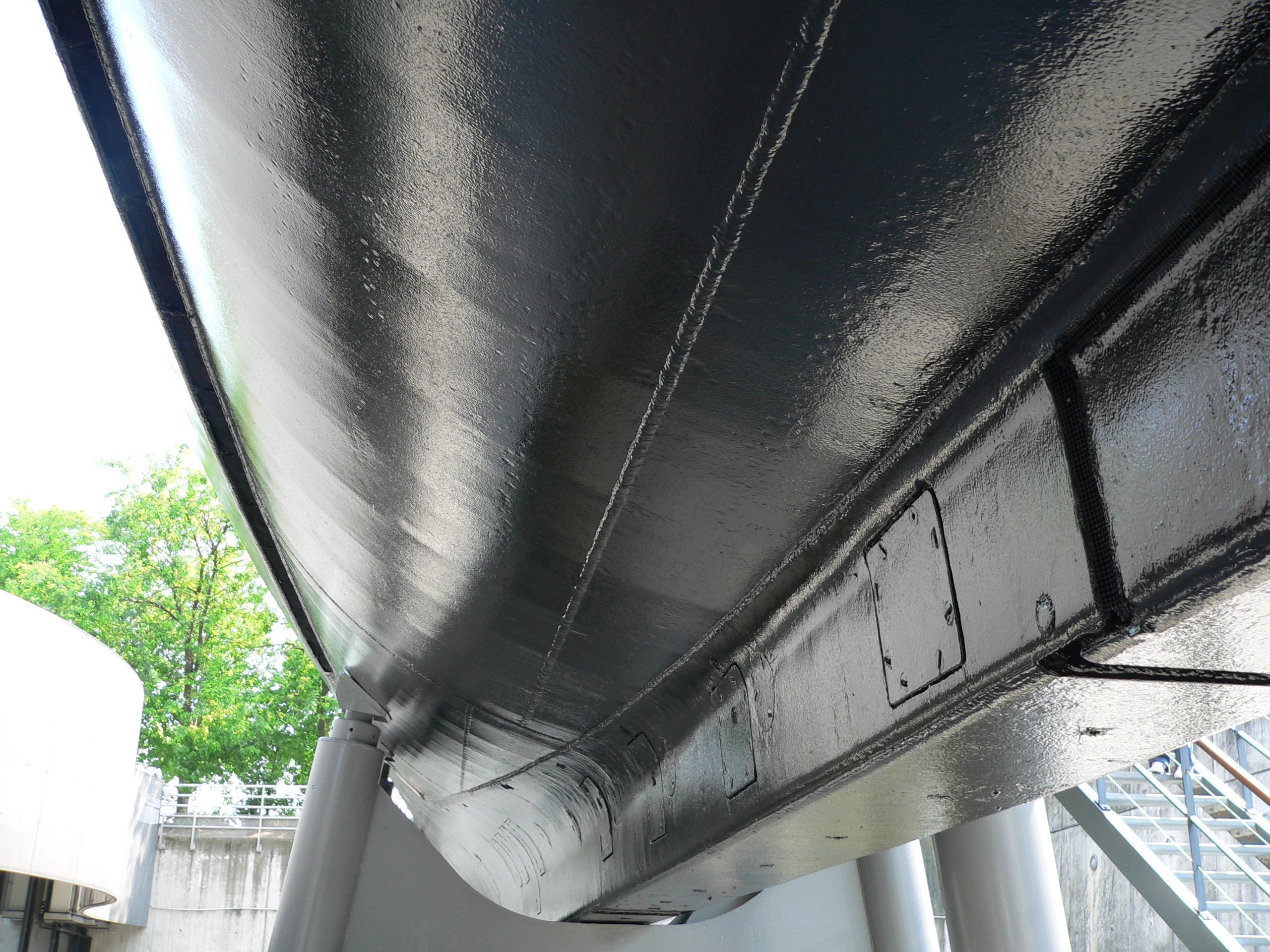
Кіль підводного човна «Аргонавт»

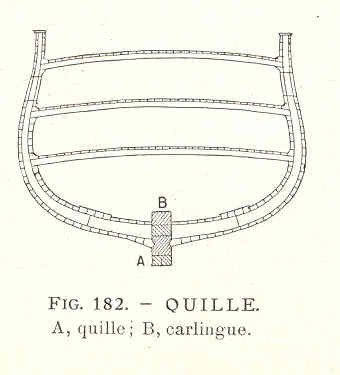
Поперечний розріз старовинного дерев'яного судна: кільсон, кіль, фальшкіль

Баластний кіль, бульбкіль, плавниковий кіль

Кіль (від нід. kiel чи нім. Kiel) — поздовжня конструктивна балка нижньої частини судна, що є його головним кріпленням, основною поздовжньою в'яззю суднового набору, що забезпечує міцність і жорсткість днища, а також загальну міцність корпусу судна. У вітрильних суднах виступаючий кіль також забезпечував остійність на курсі та слугував зменшенню дрейфу при боковому вітрі.

## Будова
Не дерев'яних суднах кіль являє собою масивний дерев'яний брус, що виступає нижньою частиною назовні. По довжині кіль складається з кількох окремих брусів, що з'єднуються між собою в замок. З боків він має виїмки (шпунти), до яких прилягають перші пояси дерев'яної обшивки (шпунтові пояси). З кінців до нього кріпляться штевні (форштевень і ахтерштевень), обабіч — шпангоути. На металевих суднах кіль роблять з вертикально поставлених сталевих листів, що кутиками скріпляються з горизонтальними листами. Зроблений з одного або кількох шарів сталі кіль називають горизонтальним чи плоским.
Порожнистий кіль, усередині якого розміщається баласт (частіше за все бетон або свинець), називають баластним кілем.
Верхня частина кіля, розташована цілком всередині судна, називається резенкіль.
Поверх кіля на суднах з одинарним дном зсередини корпусу поверх кіля встановлюється кільсон. На суднах з дерев'яним набором кільсон на кормі переходить у старнсон, на носі — у стемсон.
Для захисту кіля дерев'яного судна від пошкоджень при ударах об ґрунт застосовується фальшкіль — дошки або бруси, що прибиваються знизу до кіля.

## Кіль яхт
На сучасних вітрильних яхтах кілем прийнято називати вертикальне поздовжнє ребро, прикріплене до справжнього кіля (фальшкіль), що забезпечує опір дрейфу.

Сили, що діють на бермудський шлюп з кілем-швертом:
ᚡ — напрямок вітру
-----→ — опір кіля-шверта воді
тиск вітру на грот
тиск вітру на стаксель
рівнодійна сил тиску на грот і стаксель
сила реакції
рівнодійна сил, що діють на судно

### Баластний кіль
Баластний кіль (фальшкіль) — прикріплений до днища плавець з чавунним або свинцевим тягарем. Яхти з кілем такого типу називаються кільовими і призначаються для плавання на морях і озерах з глибокою водою і сильними вітрами і хвилюванням. Кільова яхта має дуже велику остійність і в звичайних умовах не може перевернутися.
Баластний кіль, що йде вздовж всієї довжини судна, називають довгим кілем.

### Шверт
Шверт — висувний кіль, що застосовується для поліпшення остійності і морехідних якостей вітрильних суден. Яхти з таким типом кіля називаються швертботами.
Яхти, що мають невеликий баластний кіль, з якого висувається шверт, називаються компромісами. Така конструкція дозволяє якоюсь мірою поєднати високу остійність кільової яхти і малу осадку швертбота.

### Плавниковий кіль
Плавниковий кіль має форму довгого підводного крила, встановленого в діаметральній площині. Для додаткової сталості на курсі яхти з таким кілем можуть мати ще скег для пера стерна.

### Бульбкіль
Бульбкіль являє собою профільований тонкий плавець під днищем яхти з сигароподібним баластом (бульбом) знизу.

### Хитний кіль
Хитний кіль — хитна стійка-перо із закріпленим у нижній сигароподібній частині баластом. Стійка відхиляється в навітряну сторону, врівноважуючи таким чином кренову силу вітрила. Перше застосування такого кіля належить до 1991 року, а в 1998 р. з'явився хитний кіль, здатний відхилятися не тільки в поперечній, але й в діаметральній площині (від носа до корми і назад).

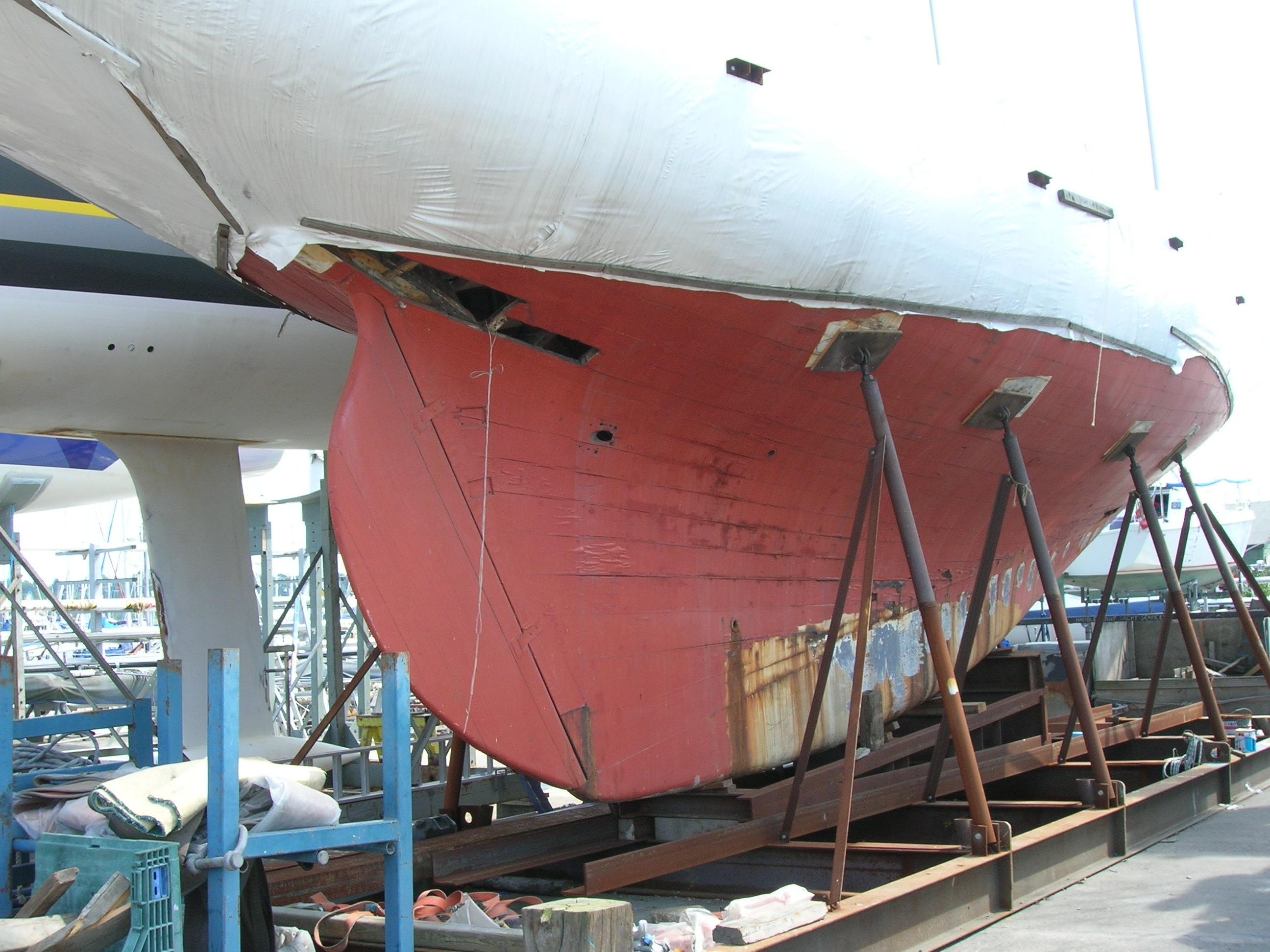
Довгий баластний кіль
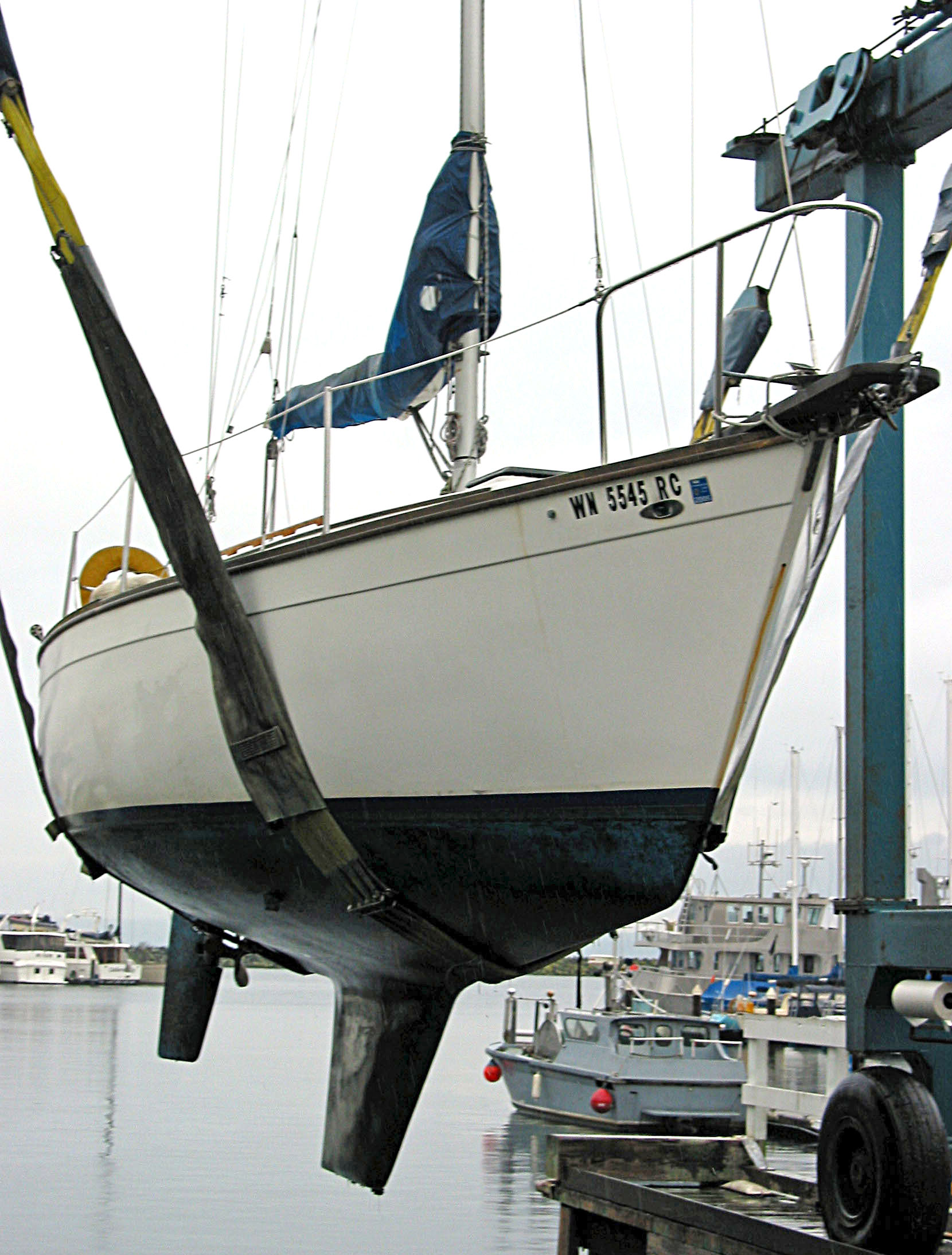
Яхта із плавниковим кілем
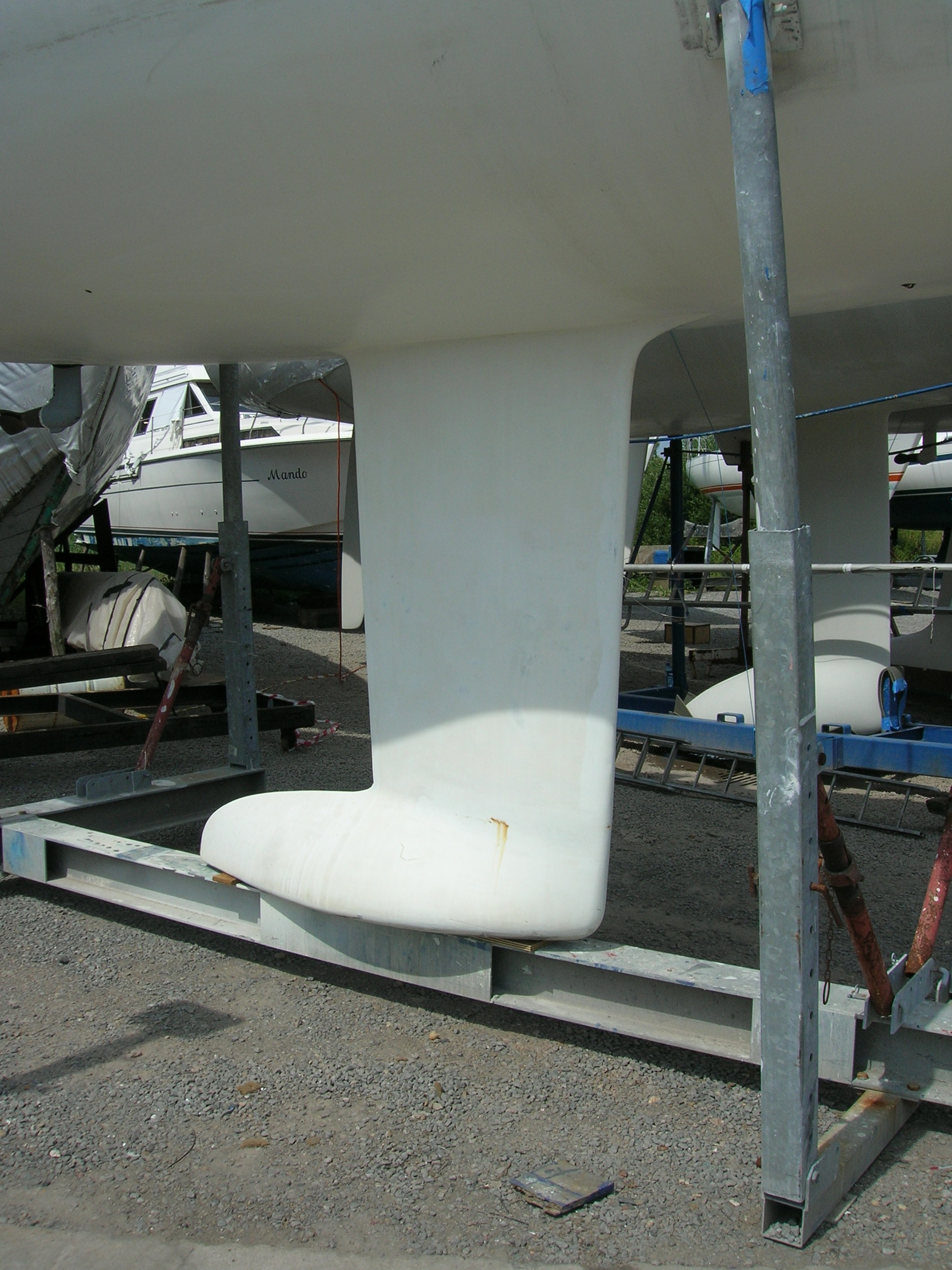
Бульбкіль
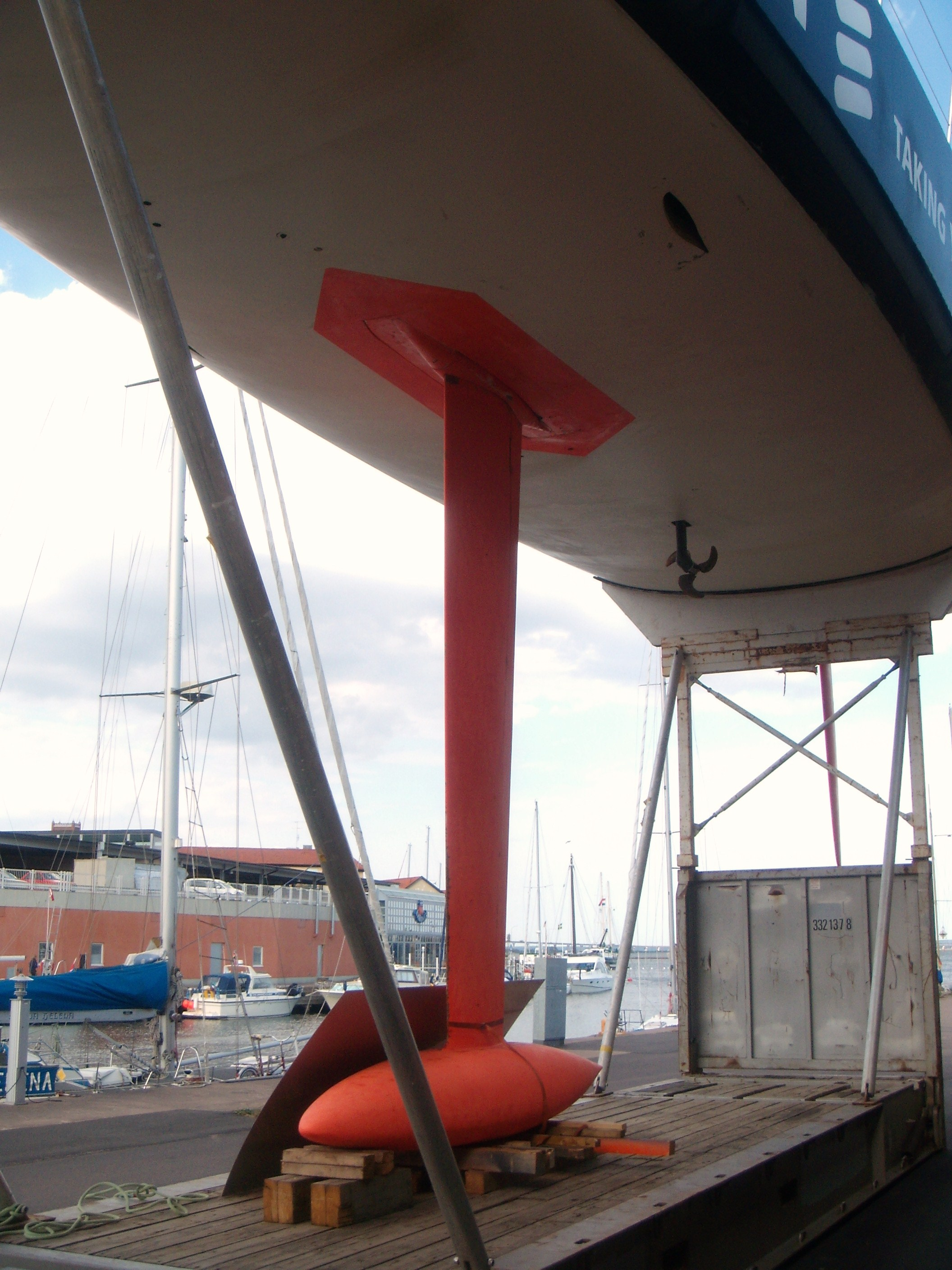
Хитний кіль
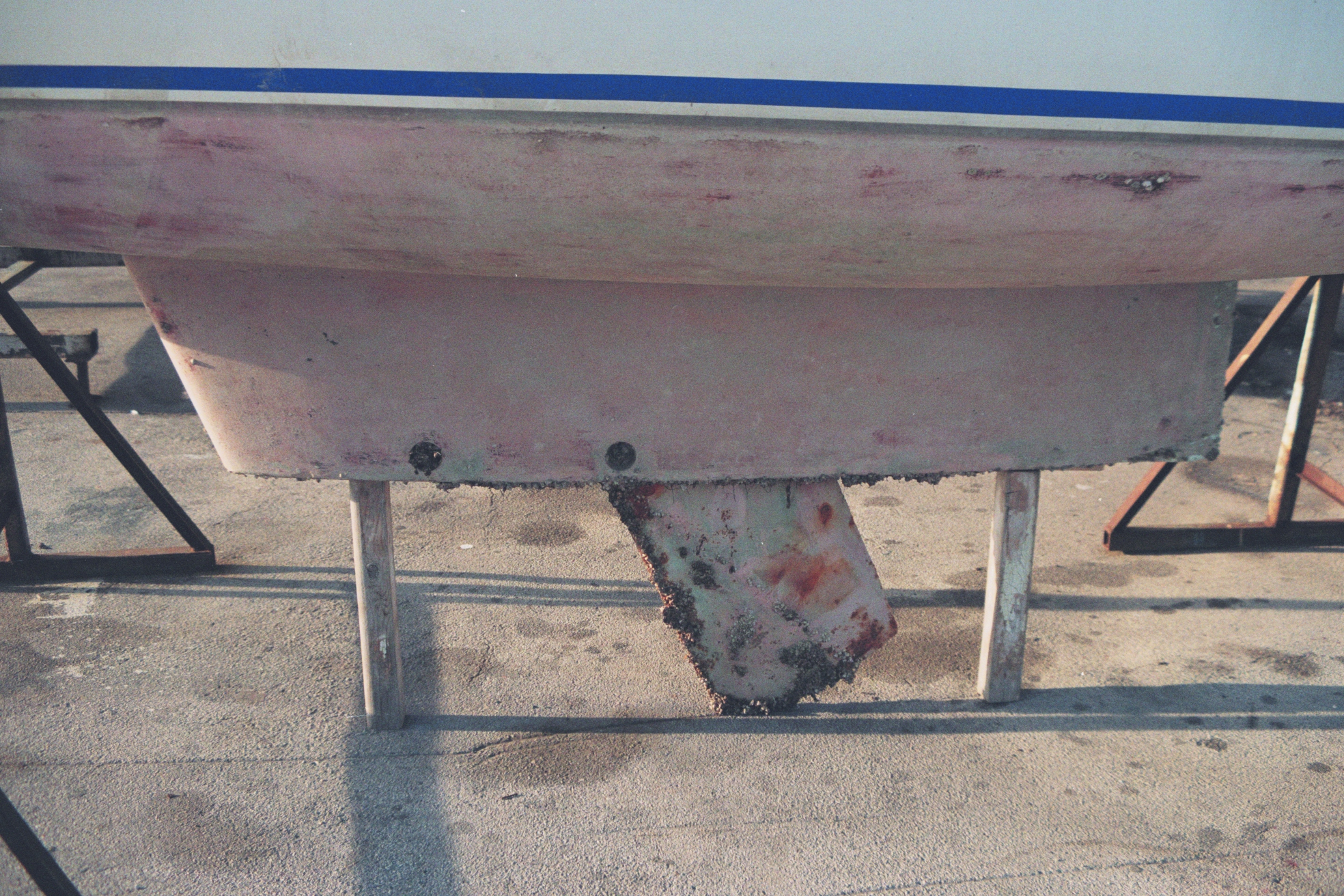
Шверт